# Doris Balz
Doris Balz (* 25. Mai 1910 in Karlsruhe; † Oktober 1994; geb. Gerstel) war eine deutsche Bildhauerin.

## Leben
Balz war die Tochter des Bildhauers Wilhelm Gerstel und der Bremer Malerin Mili Gerstel-Plump. Nach dem Abitur 1930 studierte sie Biologie und Kunst in Berlin und München. 1934 absolvierte sie eine Werklehrerprüfung. Sie heiratete den Bildhauer Ernst Balz, mit dem sie vier Kinder hatte. 1943 kam sie zu ihrem Schwiegervater nach Gellmersbach bei Heilbronn. Ihr Mann zählt zu den Vermissten des Zweiten Weltkriegs. Nach Kriegsende war sie zeitweilig Zeichen-, Werk und Biologielehrerin in Weinsberg, außerdem Dozentin der Volkshochschule Heilbronn. 1952 zog sie nach Heilbronn, wo sie ab 1958 im Stadtteil Heilbronn-Sontheim ein eigenes Atelier betrieb.

## Künstlerisches Schaffen
Doris Balz hat hauptsächlich volkstümliche figürliche Terrakotta-Arbeiten geschaffen, die auch international auf Ausstellungen zu sehen waren. Einzelausstellungen ihrer Werke fanden in den 1960er und 1970er Jahren vor allem in Heilbronn, Öhringen und Stuttgart statt. Sie war Mitglied im Künstlerbund Heilbronn.

## Werke in öffentlichem Besitz
Die Stadt Heilbronn hat zwischen 1954 und 1975 sechs Mal Werke von Doris Balz aufgekauft. Das Landratsamt Eppingen erwarb 1973 ebenfalls eines ihrer Werke.